# Kostel Wang
Kostel Wang (polsky Świątynia Wang nebo Kościół Wang, norsky Vang stavkirke) je dřevěný protestantský kostel, který stojí na polské straně Krkonoš v Karpaczi v Dolnoslezském vojvodství. Kostel skandinávského typu stavkirke původně stál v norské vesnici Vang (oblast Valdres), podle které dostal jméno. Na severní úbočí Krkonoš byl přestěhován v polovině 19. století. V současnosti jej každoročně navštíví více než dvě stě tisíc turistů.

## Původ kostela
Původně vikinský kostel stál v norské rybářské obci Vang již od roku 1175. Roku 1841 se její obyvatelé rozhodli, že si postaví větší zděný kostel. Aby získali peníze na novostavbu, rozhodli se starý kostel prodat jako dřevo na otop.

## Přestěhování kostela
Shodou okolností se na dražbě objevil norský malíř Johan Christian Dahl, profesor Akademie výtvarných umění v Drážďanech. Přemluvil obyvatele obce k pečlivému rozebrání stavby, a k očíslování všech jednotlivých dílů. Nejprve usiloval o zachování kostela v Norsku, to se mu však nezdařilo. Selhal i pokus umístit kostel na Pavím ostrově v Berlíně. Pro přestěhování kostela získal podporu pruského krále Fridricha Viléma IV.; rozebraná stavba byla díky tomu převezena do Královského muzea v Berlíně. O jejím dalším osudu rozhodla korespondence mezi panovníkem a hraběnkou Friderikou von Redern z Bukovce, která potřebovala pro evangelické obyvatelstvo horských vesnic na svém panství nový svatostánek. Pozemek poskytl hrabě Christian Leopold von Schaffgotsch.
Na jaře 1842 byly bedny na vorech přepravovány proti proudu Odry do Lehnice (Liegnitz), a odtud již na vozech přes Jelení Horu (Hirschberg) do obce Brückenberg [dnes Karpacz Górny]. Hraběnce byla předána příslušná dokumentace kostela i s královým osobním návrhem na novou věž kostela, která pak byla přistavěna.

## Znovupostavení kostela
Dne 2. srpna 1842 byl králem položen základní kámen, a 28. července 1844 bylo provedeno slavnostní vysvěcení za účasti královské rodiny. Bohužel funkčnost kostela podmínila řadu změn proti původnímu stavu, takže se z kostelíku stala svým způsobem novostavba s autentickými výzdobnými prvky.

## Konstrukce kostela
Kostel Wang je tzv. stavkirke – sloupový kostel, jehož krov nenesou obvodové zdi, ale vysoké sloupy. Ty jsou dvanáct let ponechané v opracované podobě na dešti a větru a následně naimpregnované dehtem z dřevěného uhlí. Takto upravené sloupy vydrží více než 800 let.[zdroj?]
Kostelů tohoto typu byly kdysi v Norsku tisíce, do současnosti se jich však dochovalo jen třicet. Pro tuto severskou zemi se jedná o památky prvořadého významu.

## Fotogalerie

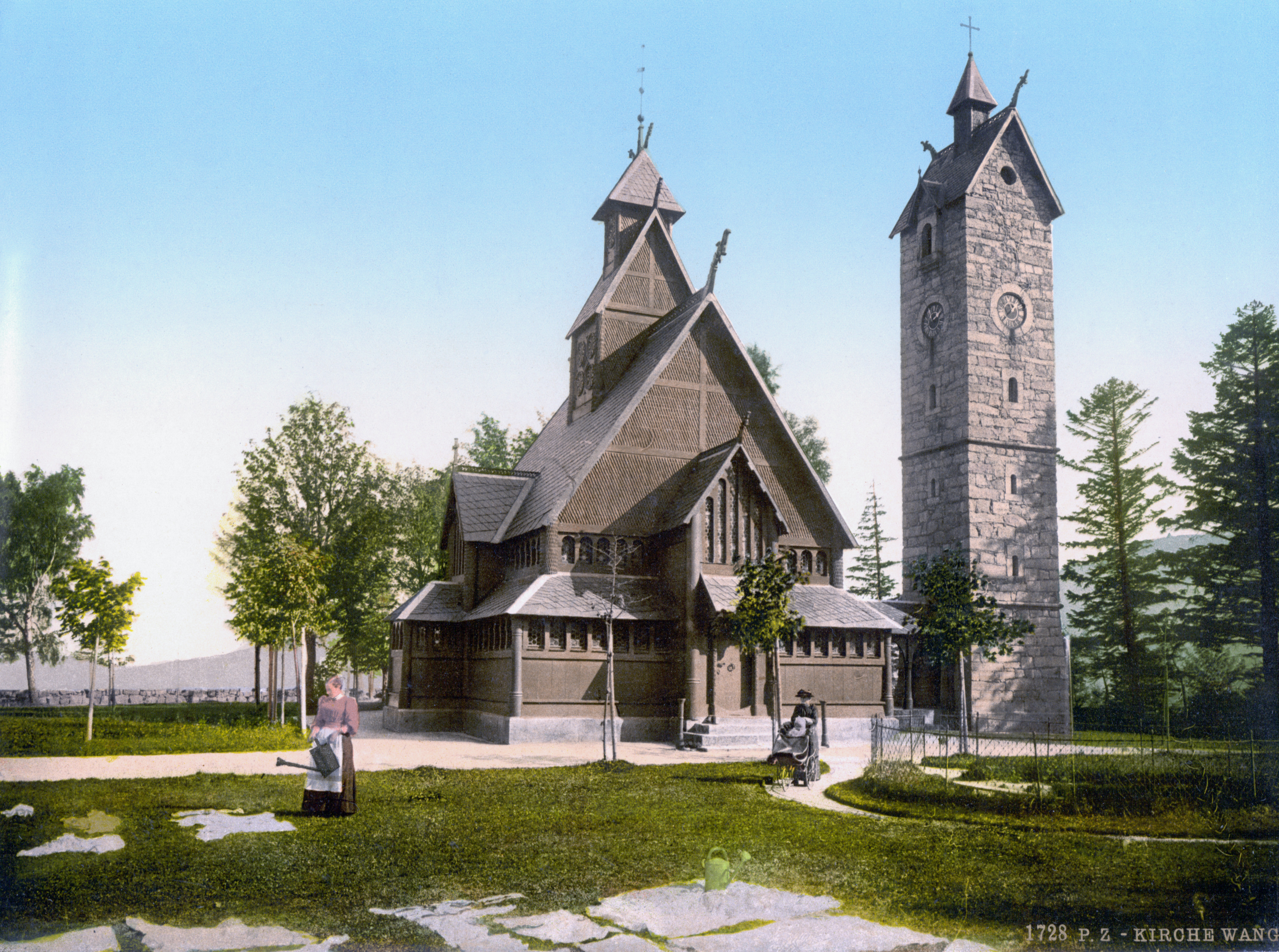
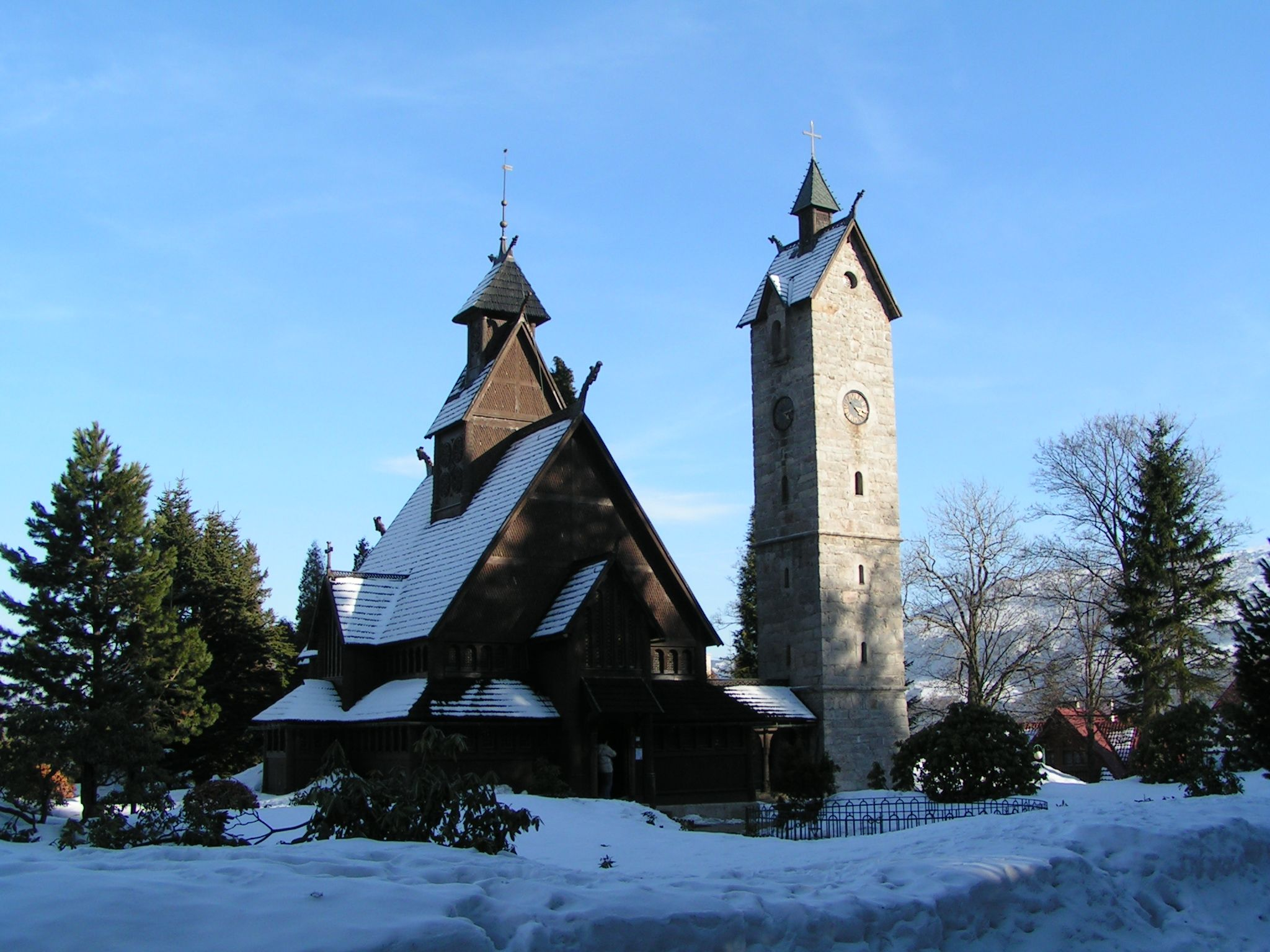
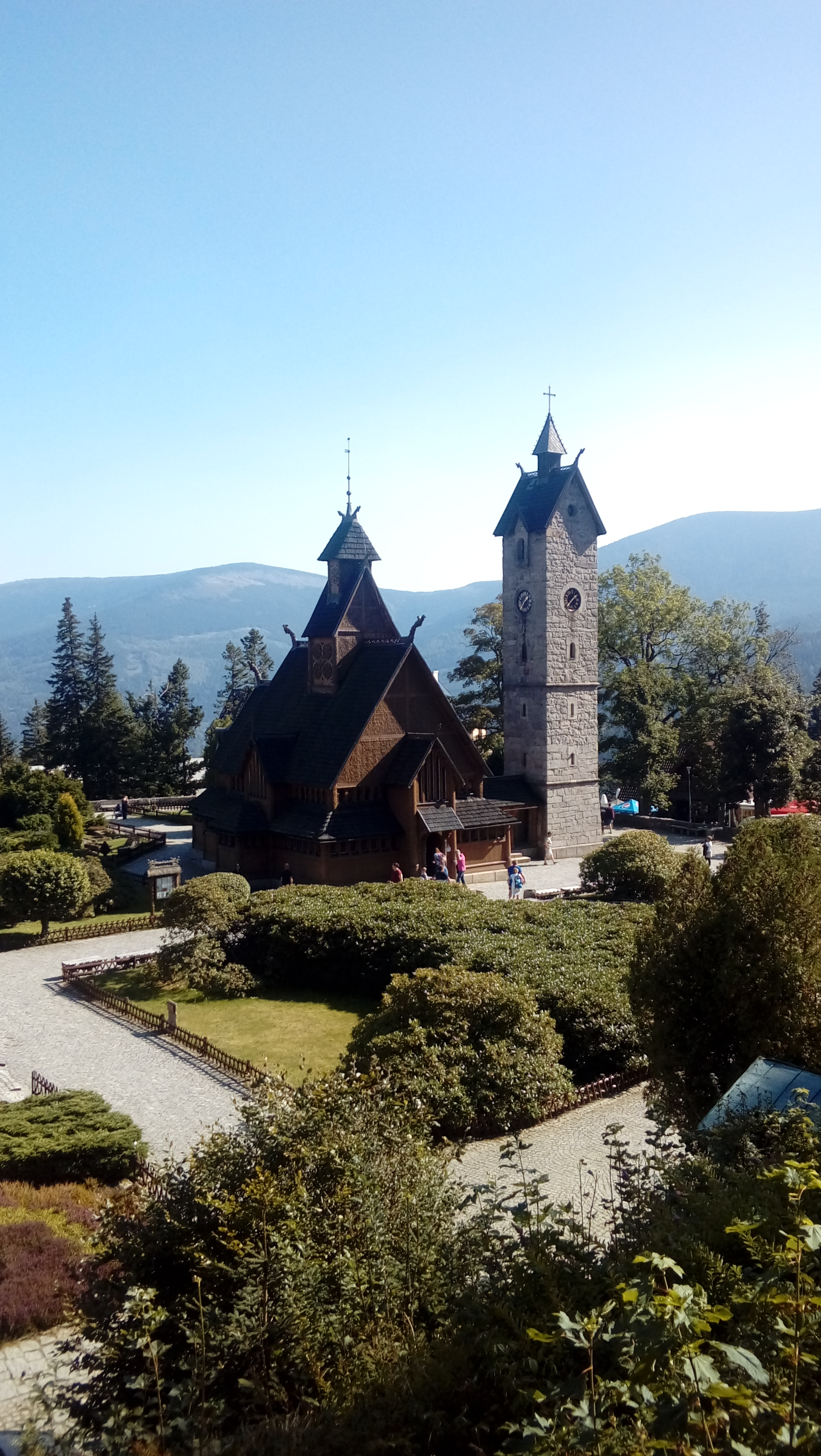
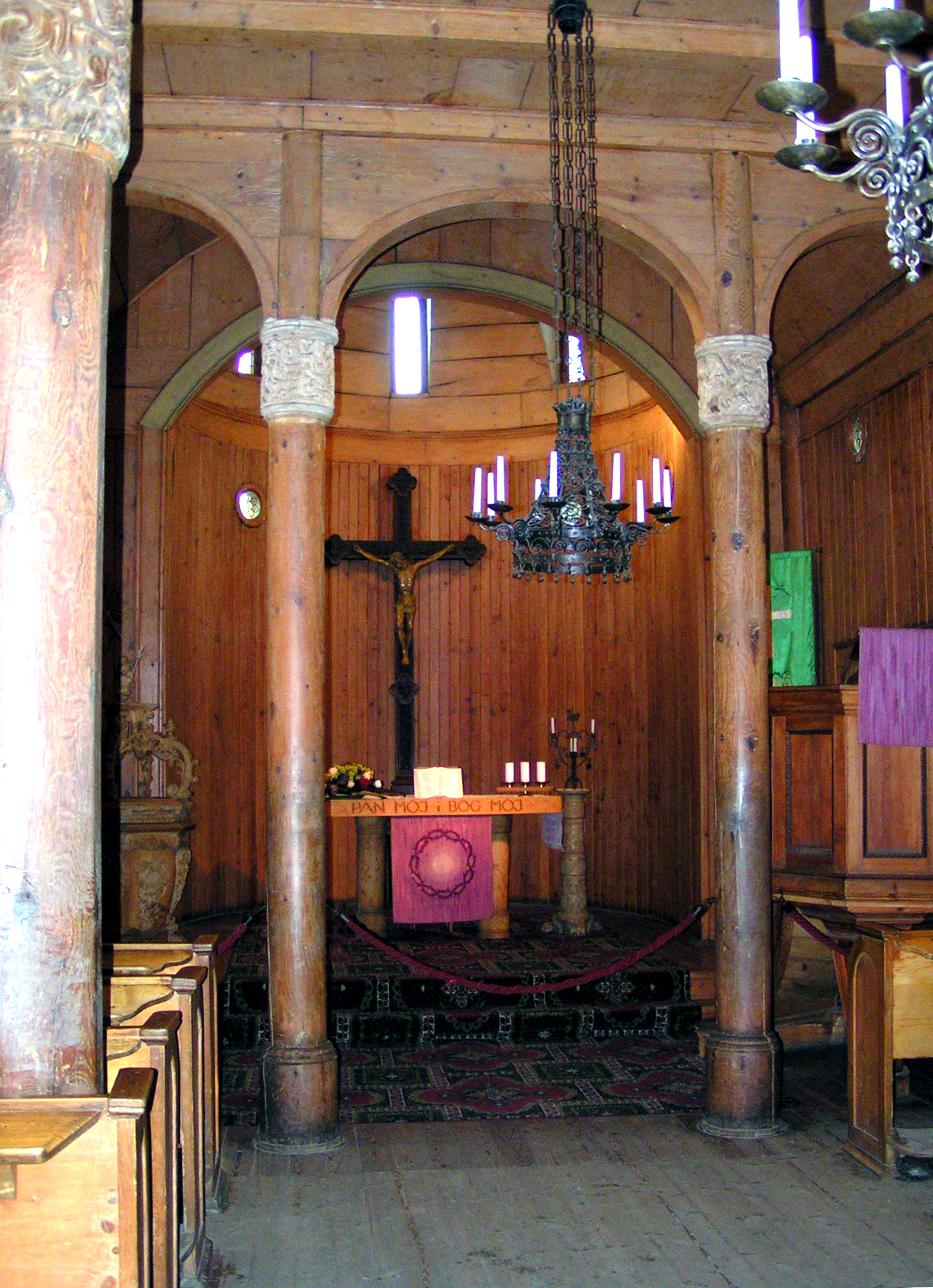
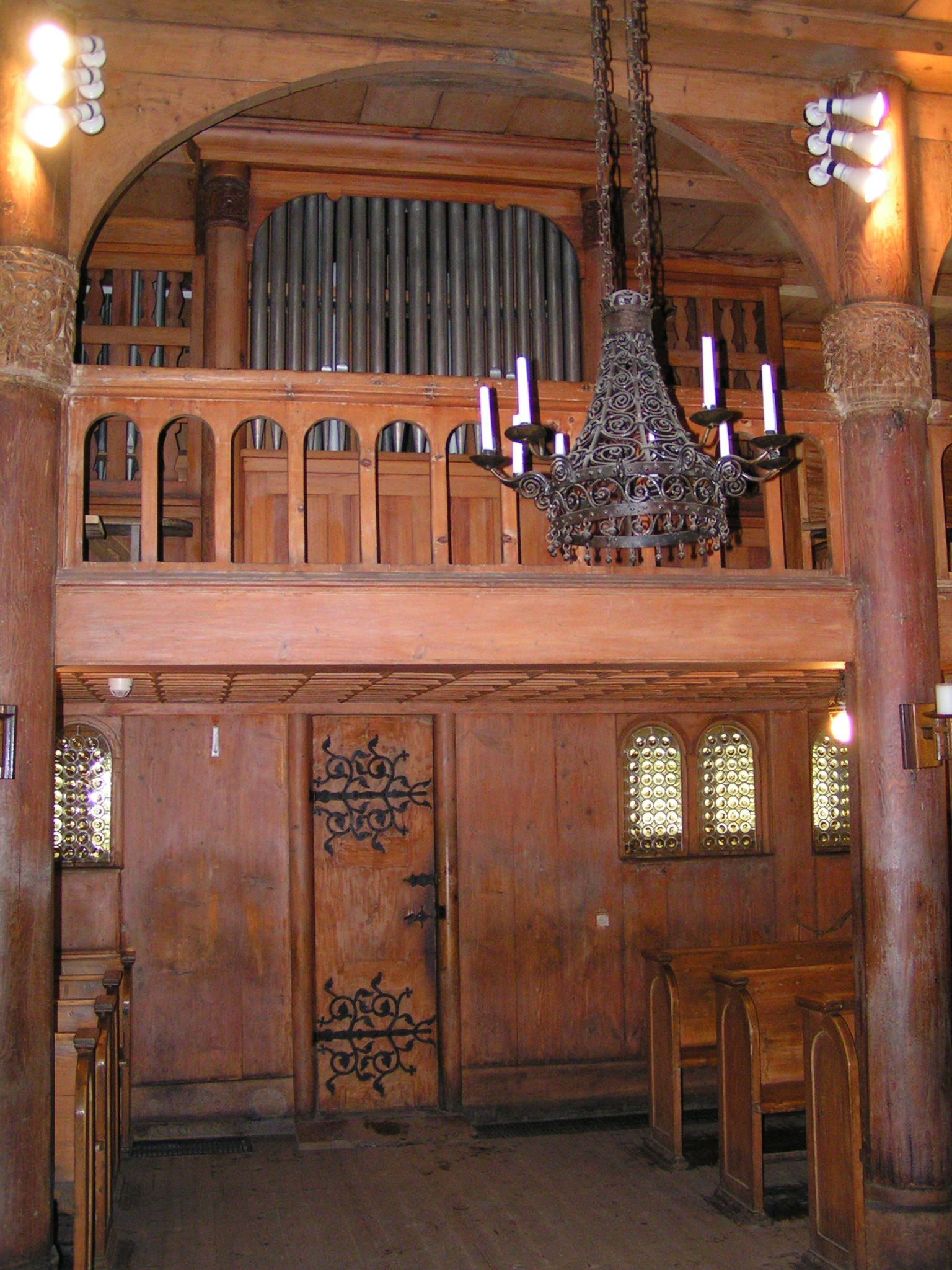
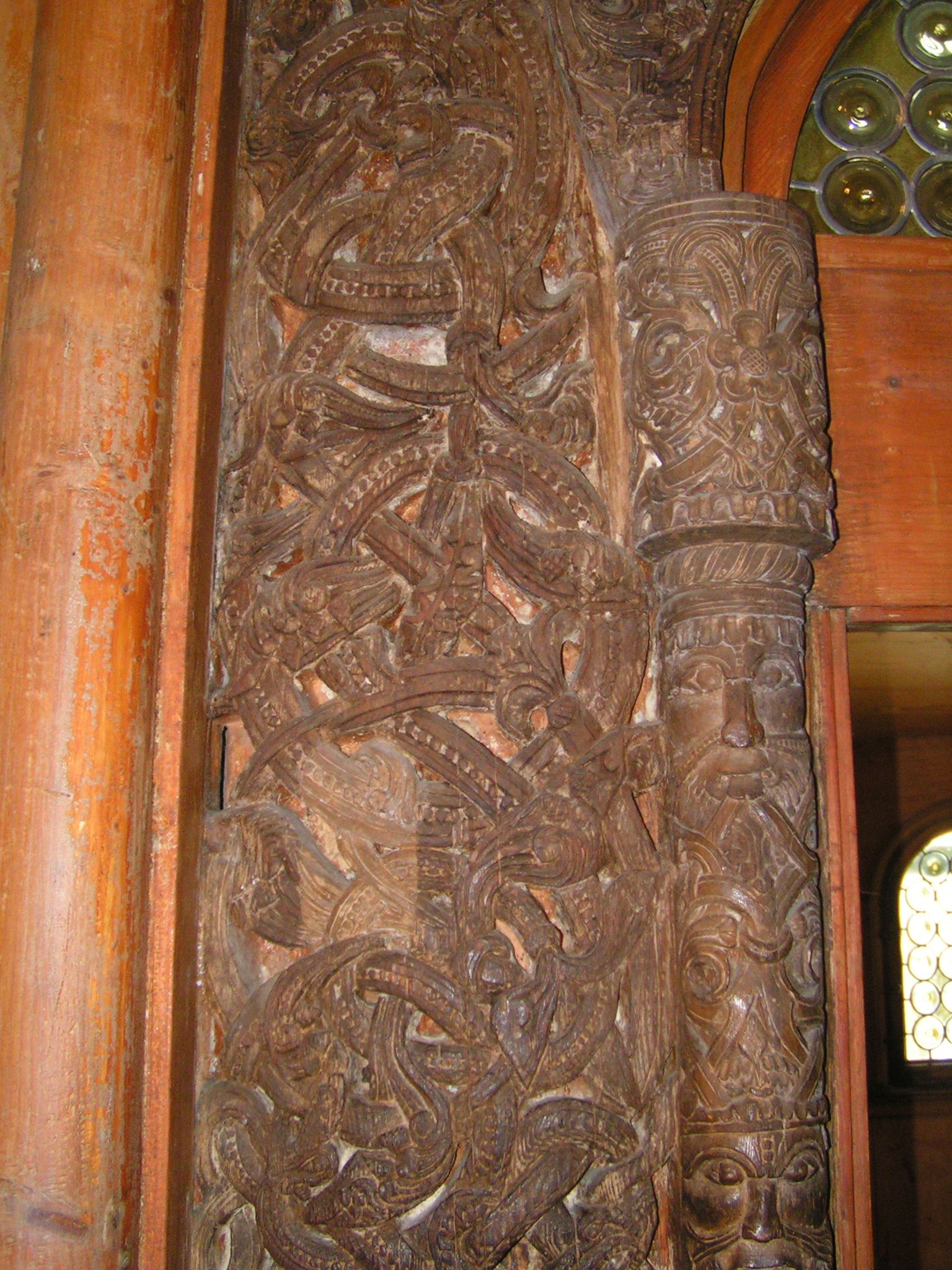
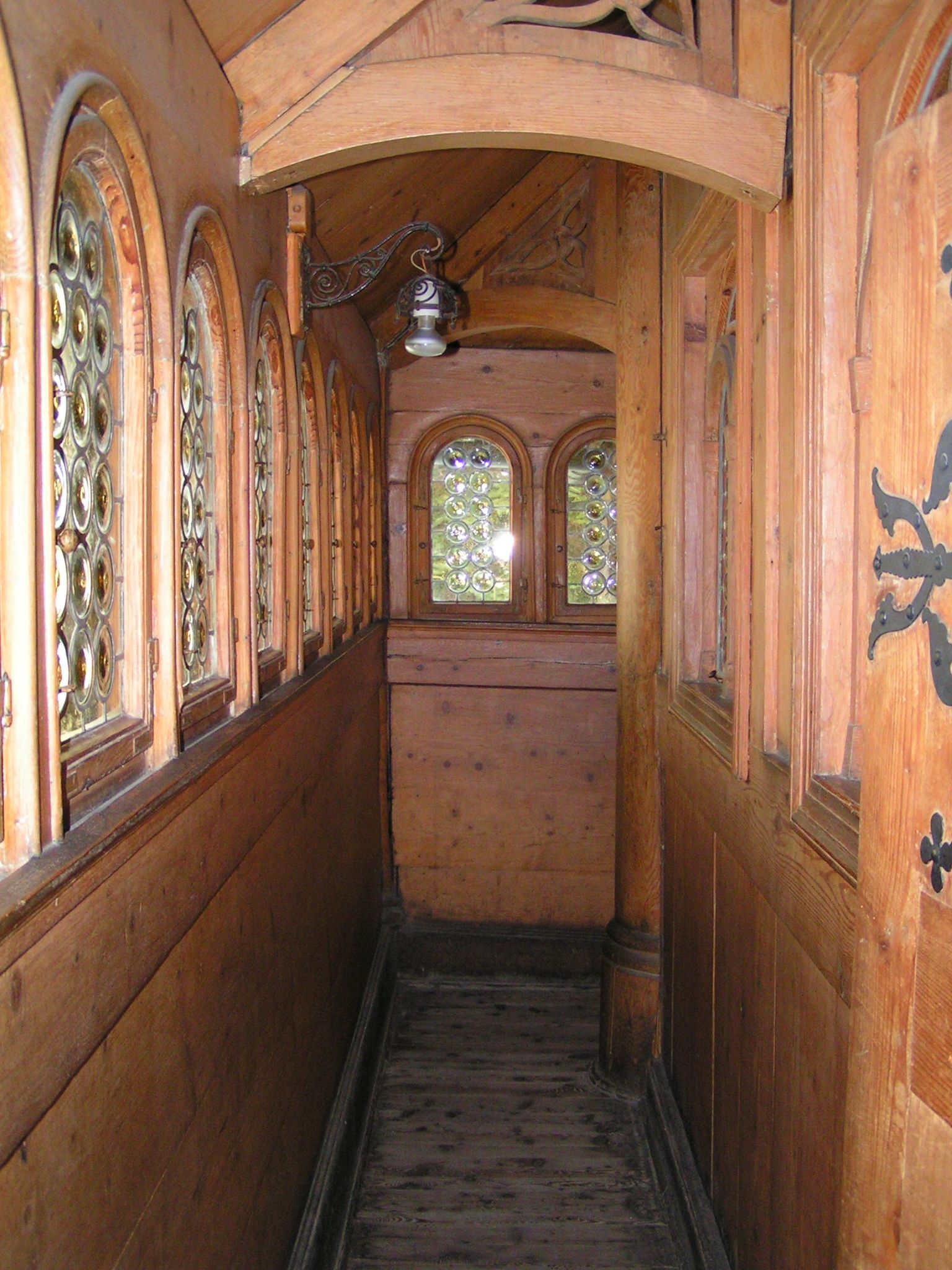
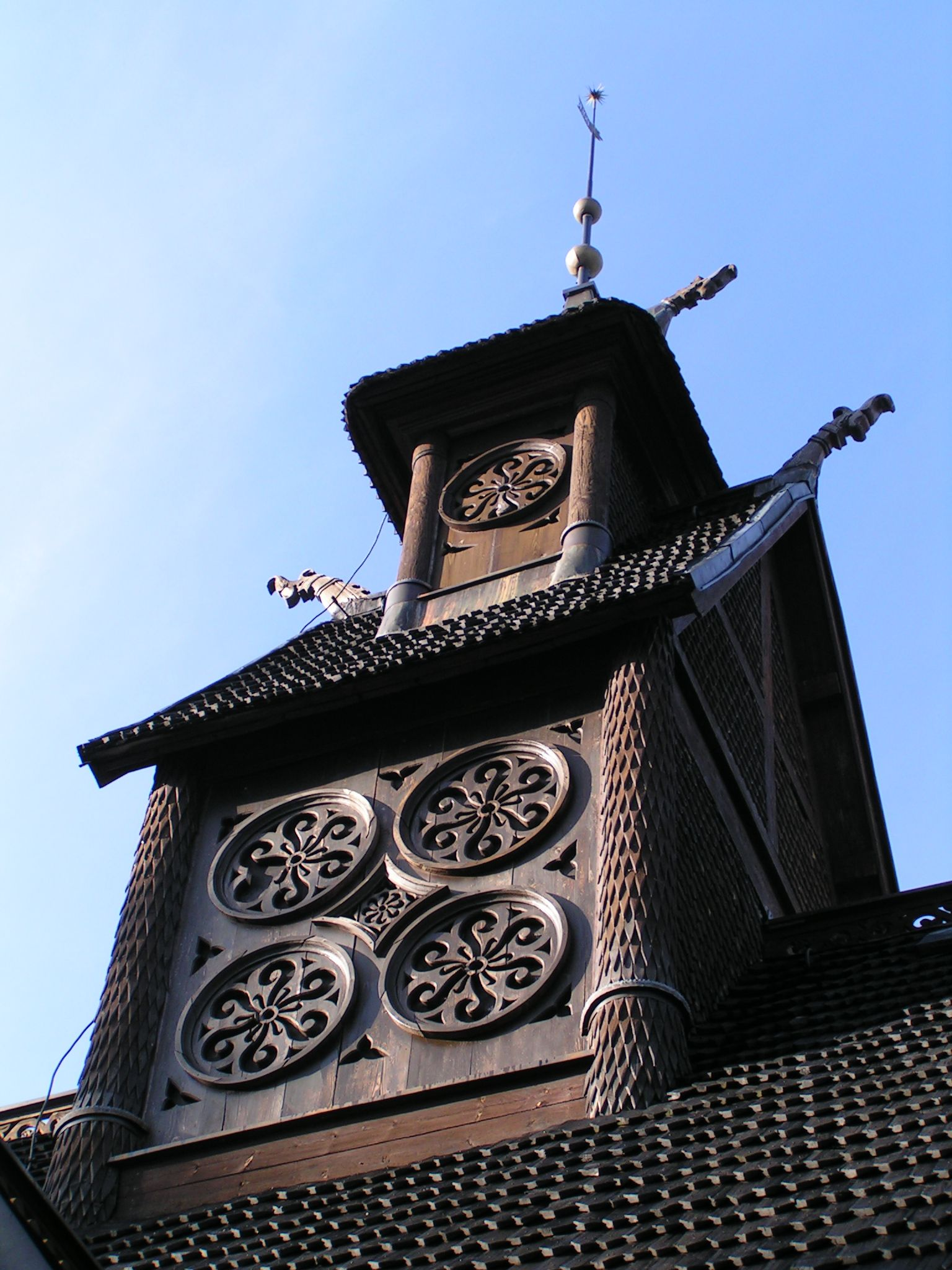
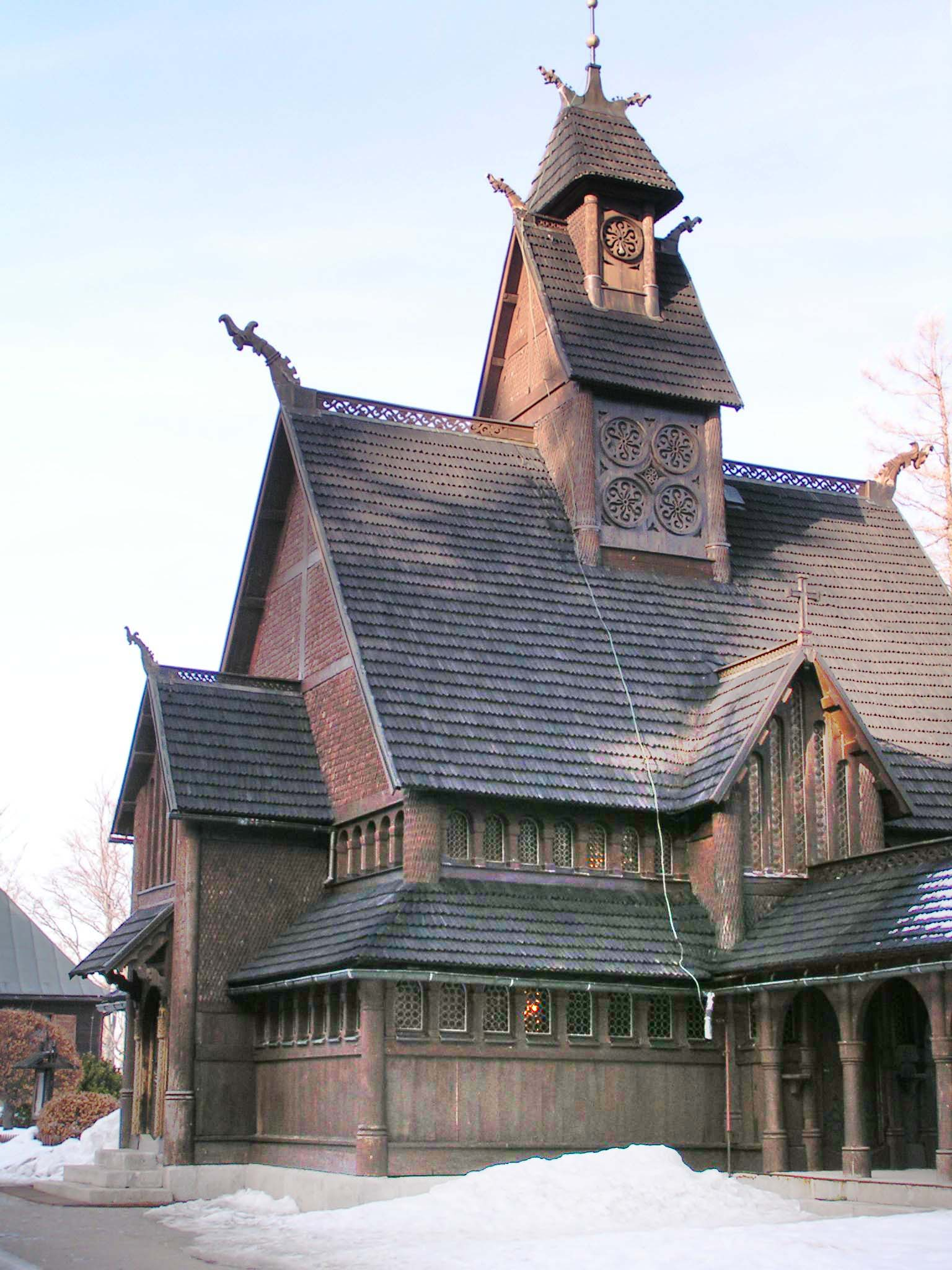
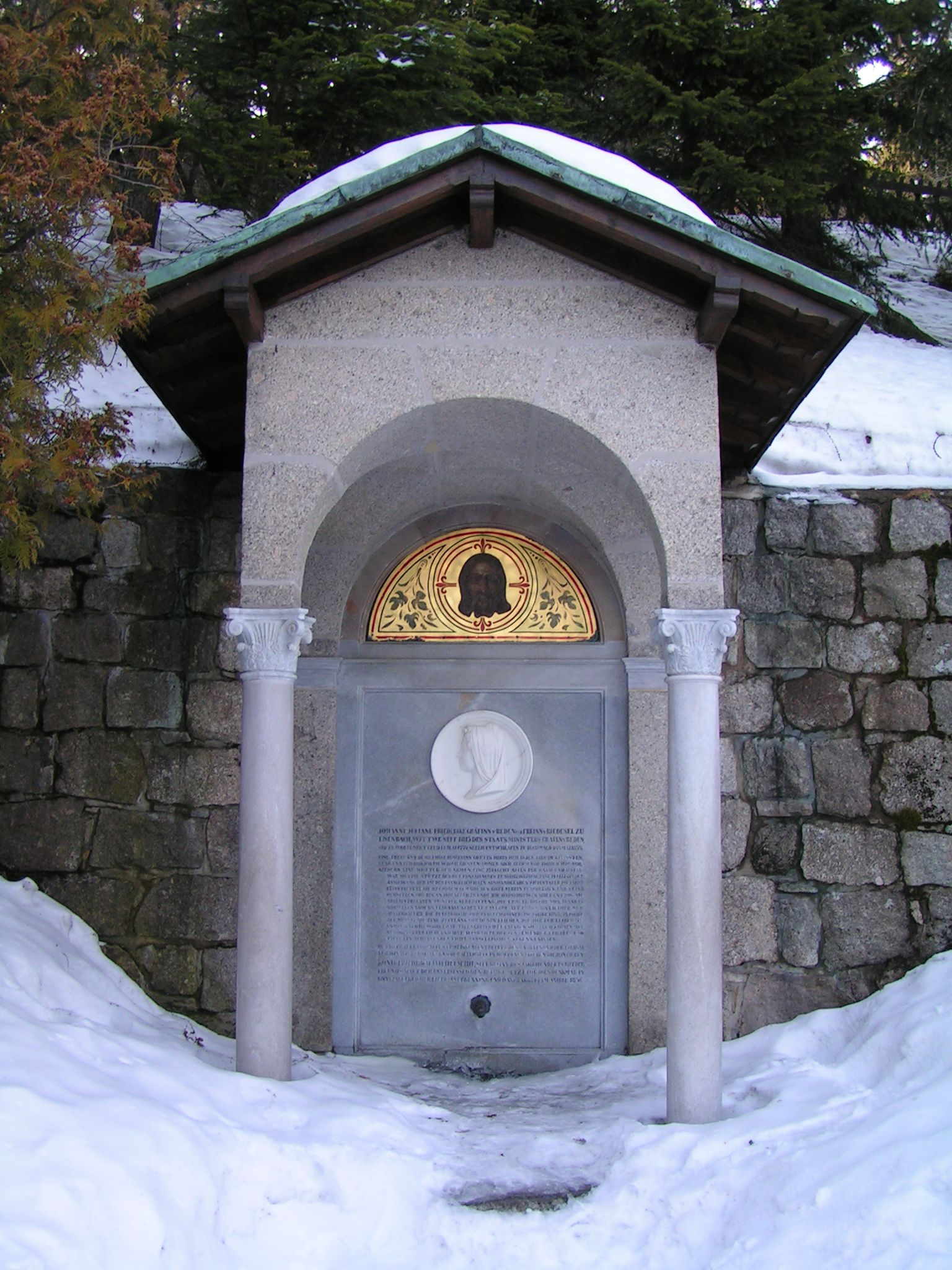